# Vidarstiftelsen
Vidarstiftelsen är en allmännyttig stiftelse som bildades 1962 och arbetar med att stödja antroposofiskt inspirerade verksamheter. Idag, 2015, stöder Vidarstiftelsen främst verksamheter inom vård och omsorg, pedagogik, jordbruk och kost, socialt arbete, ”social banking”, vetenskap och kultur. Det sker genom ekonomiskt stöd och stipendier samt genom ägande och förvaltning. Styrelsens ordförande är Anders Kumlander.